# Embalse de Cuerda del Pozo
El embalse de La Cuerda del Pozo es un embalse de España construido en el curso del río Duero que se encuentra situado en el término municipal de Vinuesa, en la provincia de Soria, comunidad autónoma de Castilla y León. Es, junto al de Los Rábanos, uno de los dos que regulan el Duero en su cabecera.

## Contexto geográfico
Situado a escasos kilómetros de la capital soriana, rodeado de pinares y a los pies de los picos de Urbión, es capaz de atraer, sobre todo en verano, un turismo numeroso que disfruta de las playas creadas a lo largo de su costa.

## Historia
La construcción del embalse fue aprobada en 1923. Tras el fin de la Guerra Civil, fueron utilizados presos políticos republicanos como mano de obra esclava (participaron en las obras al menos 189 prisioneros procedentes de campos de concentración de Zaragoza), terminándose su construcción en 1941 y siendo inaugurado el 9 de septiembre de ese mismo año. También se le conoce como embalse de La Muedra, nombre del pueblo que se situaba en el valle y que fue anegado por el embalse. Todavía se puede contemplar la torre de la iglesia en el centro del embalse. Sus alrededores son ideales para practicar numerosos deportes, incluyendo los acuáticos, que tienen su máxima expresión en el denominado paraje de Playa Pita, la playa oficial de Soria. Windsurf, vela y pesca son algunas de las actividades turísticas que permite este embalse, que cuenta con una presa de muy poca altura en relación con la cantidad de agua que almacena.
En efecto, la presa de La Cuerda del Pozo tiene una altura de 36 m (metros) y una longitud de 425 m. Sin embargo, su capacidad de embalse, con 249 millones de metros cúbicos, lo sitúan entre los seis más grandes de todos los que el Estado ha construido en esta cuenca hidrográfica.
Este pantano regula el Duero, abastece de agua potable a Soria y parcialmente a Valladolid, y sirve para regar 26 000 hectáreas hasta su confluencia con el río Pisuerga.

## Características de la presa
- Término municipal: Vinuesa (Soria)
- Propietario: Estado
- Año de puesta en servicio: 1941
- Tipo de presa: Gravedad de planta curva
- Espesor en coronación: 6 m
- Altura sobre cimientos: 40,25 m
- Altura sobre el cauce: 36 m
- Cota de coronación: 1085,60 m s. n. m. (metros sobre el nivel del mar)
- Longitud en coronación: 425 m
- Longitud de las galerías internas: 640 m
- Hormigón utilizado para el cuerpo de la presa: 131 000 m³
- Número de aliviaderos: 1 vertedero en estribo izquierdo, cerrado por 3 compuertas con capacidad máxima de desagüe de 1300 m³/s
- Número de desagües: 2, de fondo e intermedio
- Capacidad máxima de los desagües: 57 m³/s
- Proyectista: Pedro Pérez de los Cobos
- Empresas constructoras: Granero y Córdoba

## Características del embalse
- Río: Duero
- Superficie de la cuenca: 550 km²
- Capacidad del embalse: 249 hm³
- Superficie del embalse: 2289 ha
- Cota de máximo embalse normal: 1084,45 m s. n. m. (metros sobre el nivel del mar)
- Longitud de costa: 65 km
- Precipitación media anual: 990 mm
- Zona regable: 26 000 hectáreas hasta la confluencia con el río Pisuerga
- Términos municipales afectados: Vinuesa, Molinos de Duero, El Royo y Cidones

## Producción de energía hidroeléctrica
- Fecha de inicio de la explotación: 1955
- Empresa concesionaria: Iberdrola
- Potencia instalada: 6080 kW
- Energía anual media producible: 8,5 GWh